# Catena Pelvoux-Bans-Sirac
La Catena Pelvoux-Bans-Sirac è un massiccio montuoso delle Alpi del Delfinato (Massiccio degli Écrins). Si trova in Francia (dipartimento delle Alte Alpi).
Prende il nome dalle tre montagne più significative: il Monte Pelvoux, Les Bans e Le Sirac. La montagna più alta è l'Ailefroide.

## Collocazione
Secondo le definizioni della SOIUSA la Catena Pelvoux-Bans-Sirac ha i seguenti limiti geografici: Col de la Temple, Glacier Noir, torrente Gyr, torrente Gyronde, torrente Fournel,  Pas de la Cavale, Col di Vallonpierre, Col du Says, Col de la Temple.
Essa raccoglie la parte sud-est del Massiccio degli Écrins.

## Classificazione
La SOIUSA definisce la Catena Pelvoux-Bans-Sirac come un supergruppo alpino e vi attribuisce la seguente classificazione:
- Grande parte = Alpi Occidentali
- Grande settore = Alpi Sud-occidentali
- Sezione = Alpi del Delfinato
- Sottosezione = Massiccio degli Écrins
- Supergruppo = Catena Pelvoux-Bans-Sirac
- Codice =  I/A-5.III-C

## Suddivisione
La Catena Pelvoux-Bans-Sirac viene suddivisa in tre gruppi e sette sottogruppi:
- Catena Ailefroide-Pelvoux (10)
  - Gruppo dell'Ailefroide (10.a)
  - Gruppo del Pelvoux (10.b)
- Gruppo dei Bans (11)
  - Catena Boeufs Rouges-Guyard (11.a)
  - Nodo dei Bans (11.b)
- Gruppo Bonvoisin-Sirac (12)
  - Catena Bonvoisin-Verdonne (12.a)
  - Nodo del Sirac (12.b)
  - Catena Neyzets-Aiglière (12.c)

## Montagne

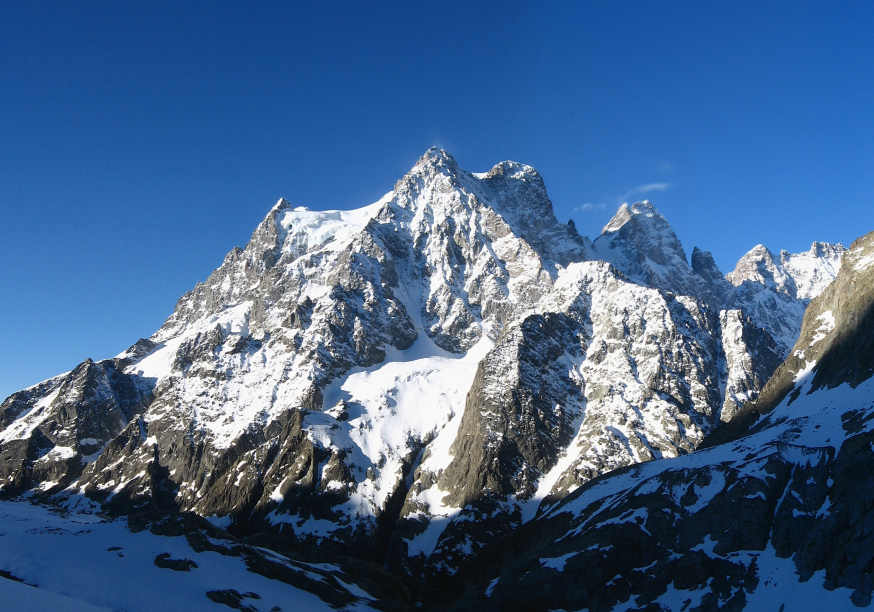
Parete nord del Monte Pelvoux.

Le montagne principali appartenenti alla Catena Pelvoux-Bans-Sirac sono:
- Ailefroide - 3.954 m
- Monte Pelvoux - 3.946 m
- Pic Sans Nom - 3.913 m
- Les Bans - 3.669 m
- Pointe des Boeufs Rouges - 3.516 m
- Pic de Bonvoisin - 3.480 m
- Pointe de la Pilatte - 3.476 m
- Pointe Guyard - 3.461 m
- Pic Jocelme - 3.458 m
- Le Sirac - 3.441 m
- Mont Gioberney - 3.351 m
- Pointe de Verdonne - 3.328 m
- Pointe de l'Aiglière - 3.307 m
- Pointe des Neyzets - 2.736 m